# Neo Geo Battle Coliseum
Neo Geo Battle Coliseum (abreviado NGBC) es un juego de peleas creado por SNK Playmore y estrenado en 2005 para el sistema arcade Atomiswave, porteado a PlayStation 2. El 9 de junio de 2010 se lanzó de forma exclusiva para Xbox 360 que a diferencia de la versión Arcade y PS2, este es un port HD del juego con significativas mejoras en escenarios con efectos 3D, retoques en los personajes, música arranged y ajustes en el apartado jugable del título, actualmente se puede acceder al mismo en la tienda vía la retrocompatibilidad brindada por Microsoft en las consolas actuales Xbox One, Xbox Series S/X
El juego es un crossover con los personajes más famosos de SNK y ADK (compañía second-party de SNK, creadora de World Heroes y Aggresors of Dark Kombat). El sistema de juego es tag team al estilo Marvel vs Capcom.

## Jugabilidad
En este juego reúne a todos los personajes de SNK famosos como KOF, AOF, Fatal Fury, Samurai Showdown etc. Y su habilidad de selección es de 2 jugadores con los escenarios mejorados en 3D el modo de juego es similar al Capcom Fighting Evolution (Otro juego de Croosvers).
El sistema de juego de NGBC es una batalla de 2 VS 2, sin tener en cuenta a cuántos jugadores están jugando. Si bien el sistema de juego de 2 jugadores es similar a la mayoría de los sistemas de otros juegos, el sistema de un solo jugador es inusual.
Juego individual: Se parece más a una batalla de supervivencia, donde el jugador debe derrotar a equipo tras equipo durante tanto tiempo como sea posible. El jugador recibe 300 segundos, y cuando se acabe el tiempo, en lugar de ganar o perder, el jugador se enfrentará a su jefe (dependiendo de lo bien que realizan). Durante la lucha del jefe, un tiempo de espera determinará el vencedor.
Durante un solo juego, la regla es para derrotar a cualquier miembro del equipo, no tanto de los miembros del equipo. Es decir, a diferencia de la mayoría de los sistemas de etiqueta-equipo donde se debe igual a toda la oposición para ganar (Como en Marvel VS Capcom) el jugador solo necesita darle una paliza a un miembro del equipo para ganar, sin la necesidad de luchar contra el resto de miembros (por ejemplo, en el Kizuna Encounter).
Batallas de supervivencia: se dividen en 3 rondas de batallas, y después de que un jugador logra despejar 3 equipos oponentes, se les da la oportunidad de utilizar uno de los tres servicios de juegos:
- El tiempo extra ayuda al jugador a latir con más equipos, el juego registra el número de equipos derrotados en la tabla alta puntuación.
- Obtener medidor de potencia. Esto es para derrotar a los oponentes lo más rápidamente posible cuando la batalla comience la siguiente.
- Añadir más vida. Esto es para sobrevivir por más tiempo contra los oponentes de alto daño

Primer juego de SNK al que se le mete el modo Replay al final para ver como derrotó el jugador al oponente (Similar a los títulos de Namco, Tekken y Soul Calibur en 3D)

## Personajes
| Samurai Shodown - Haohmaru - Nakoruru - Genjuro Kibagami - Asura - Shiki The Last Blade - Kaede - Moriya Minakata - Akari Ichijou - Keiichiro Washizuka Art of Fighting - Mr. Karate (Ryo) - Robert García - Lee Pai Long - Mr. Big Fatal Fury - Kim Kaphwan - Mai Shiranui - Tung Fu Rue - Geese Howard - Jin Chonshu - Jin Chonrei | The King of Fighters - Kyo Kusanagi - Iori Yagami - K' - Shermie Garou: Mark of The Wolves - Terry Bogard - Rock Howard - Hotaru Futaba Metal Slug - Marco Rossi - Mars People World Heroes - Hanzo Hattori - Kotaro Fuuma - Mudman Otros - Ai (personaje original) - Yuki (personaje original) - Athena (del videojuego Athena) - Kisarah Westfield (de Aggressors of Dark Kombat) - Cyber Woo (de King of the Monsters) - Atomic Guy (de King of the Monsters, como transformación de Yuki) |

### Jefes
| - Mizuchi: Un clon de Orochi creado por WAREZ - Neo Dio: jefe final de dos juegos de la saga World Heroes: World Heroes 2 y World Heroes Perfect | - King Lion/Shishioh: el jefe final de Savage Reign y Kizuna Encounter. - Goodman: el verdadero jefe final de NGBC. Guarda un gran parecido con Igniz de The King of Fighters 2001. |